# Пидтыкан, Иван Дмитриевич
Иван Дмитриевич Пидтыкан (1918—1942) — капитан ВВС Рабоче-крестьянской Красной Армии, участник Великой Отечественной войны, Герой Советского Союза (1942).

## Биография
Родился 13 апреля 1918 года в селе Белоцерковка, (ныне — Бильмакский район Запорожской области Украины. Также в публикациях указывается "село Андреевка Куйбышевского района", но такого населённого пункта в Куйбышевском, ныне Бильмакском районе нет). После окончания педагогического училища работал учителем. В 1937 году был призван на службу в Красную Армию. В 1940 году окончил Чугуевское военное авиационное училище лётчиков.
С начала Великой Отечественной войны — на её фронтах. Воевал на «И-16». По сентябрь 1941 года сражался в составе 195-го ИАП, по ноябрь 1941 года – в 26-м ИАП.
К лету 1942 года старший лейтенант И. Д. Пидтыкан командовал звеном 123-го истребительного авиаполка 7-го истребительного авиакорпуса ПВО. К тому времени он совершил 217 боевых вылетов, принял участие в 58 воздушных боях, сбив 11 вражеских самолётов лично и ещё 5 — в составе группы.
Указом Президиума Верховного Совета СССР «О присвоении звания Героя Советского Союза начальствующему составу Военно-воздушных сил Красной Армии» от 6 июня 1942 года за «образцовое выполнение боевых заданий командования на фронте борьбы с немецкими захватчиками и проявленные при этом отвагу и геройство» был удостоен звания Героя Советского Союза. 
Орден Ленина и медаль «Золотая Звезда» получить не успел, так как 2 августа 1942 года погиб в воздушном бою над пригородом Ленинграда. Похоронен в посёлке Красный Бор Тосненского района Ленинградской области.
К моменту своей гибели выполнил 291 боевой вылет, провёл более 60 воздушных боёв, сбил лично 12 и в составе группы 10 самолётов противника.
Был также награждён орденом Красного Знамени и медалью «За отвагу».
В Бильмаке установлен его бюст.